# Włośniki

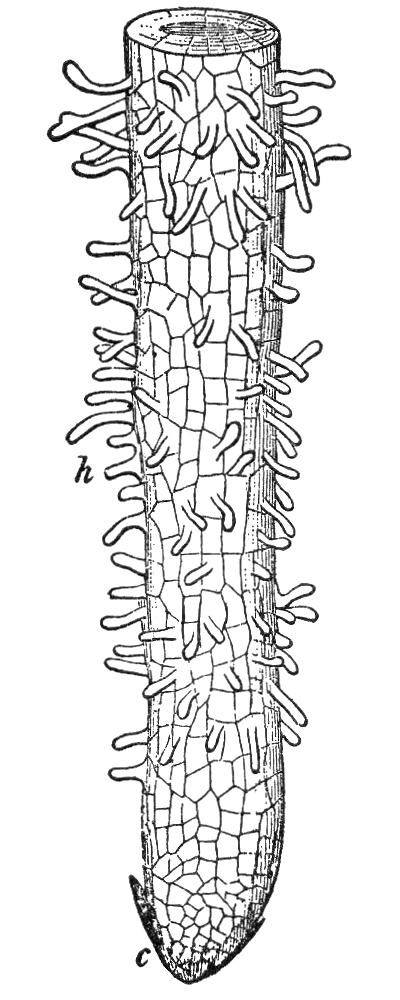
Włośniki (h)

Włośniki – cienkościenne uwypuklenia komórek skórki (ryzodermy) występujące u roślin naczyniowych w strefie różnicowania korzenia, zwanej też strefą włośnikową. Strefa ta rozwija się tuż nad końcami korzeni, zwykle na długości 1–2 cm. Włośniki wyrastają w niej w wielkim zagęszczeniu i osiągają zazwyczaj do ok. 1,5 mm długości, znacznie zwiększając powierzchnię chłonną korzeni. Za pośrednictwem włośników rośliny wchłaniają wodę z roztworu glebowego wraz z rozpuszczonymi w niej jonami soli mineralnych. Włośniki odgrywają także istotną rolę stabilizującą w przypadku siewek oraz w interakcjach z mikroorganizmami glebowymi. Nie wykształcają się na korzeniach wielu roślin wodnych i błotnych oraz tych żyjących w mykoryzie ektotroficznej z grzybami.

## Powstawanie i budowa

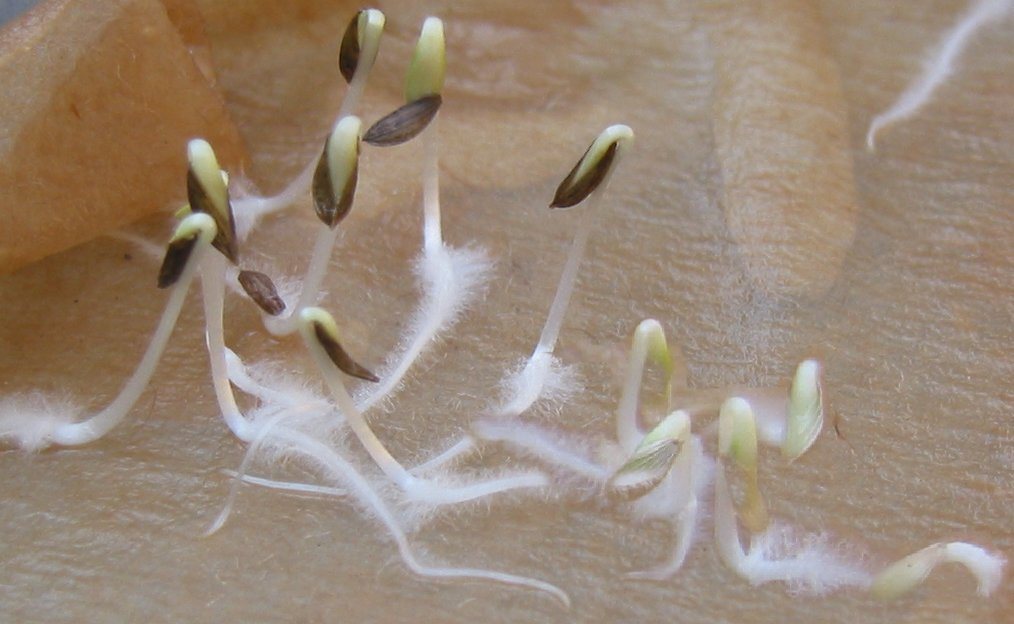
Siewki sałaty siewnej z widocznymi strefami włośnikowymi

Włośniki wyrastają z komórek skórki korzenia zwanych trichoblastami. U niektórych grup systematycznych różnią się one od innych komórek skórki mniejszymi rozmiarami i gęstszą protoplazmą. Szczególnie wyraźne różnice wielkości i kształtu komórek tworzących włośniki od reszty występują np. wśród traw, u których inne komórki ich skórki korzenia (atrichoblasty) są wyraźnie dłuższe od trichoblastów. Z zasady trichoblastami zostają komórki znajdujące się nad ścianami radialnymi komórek warstwy głębszej, podczas gdy te leżące na ich powierzchni nie wytwarzają włośników. U części gatunków trichoblasty są poliploidalne. Somatyczna poliploidalność jest efektem endoreduplikacji . Czasem komórki te ulegają jednak licznym podziałom i wówczas z wielu sąsiadujących ze sobą potomnych trichoblastów wyrasta pęczek włośników, zwykle jednak włośniki rozwijają się pojedynczo.

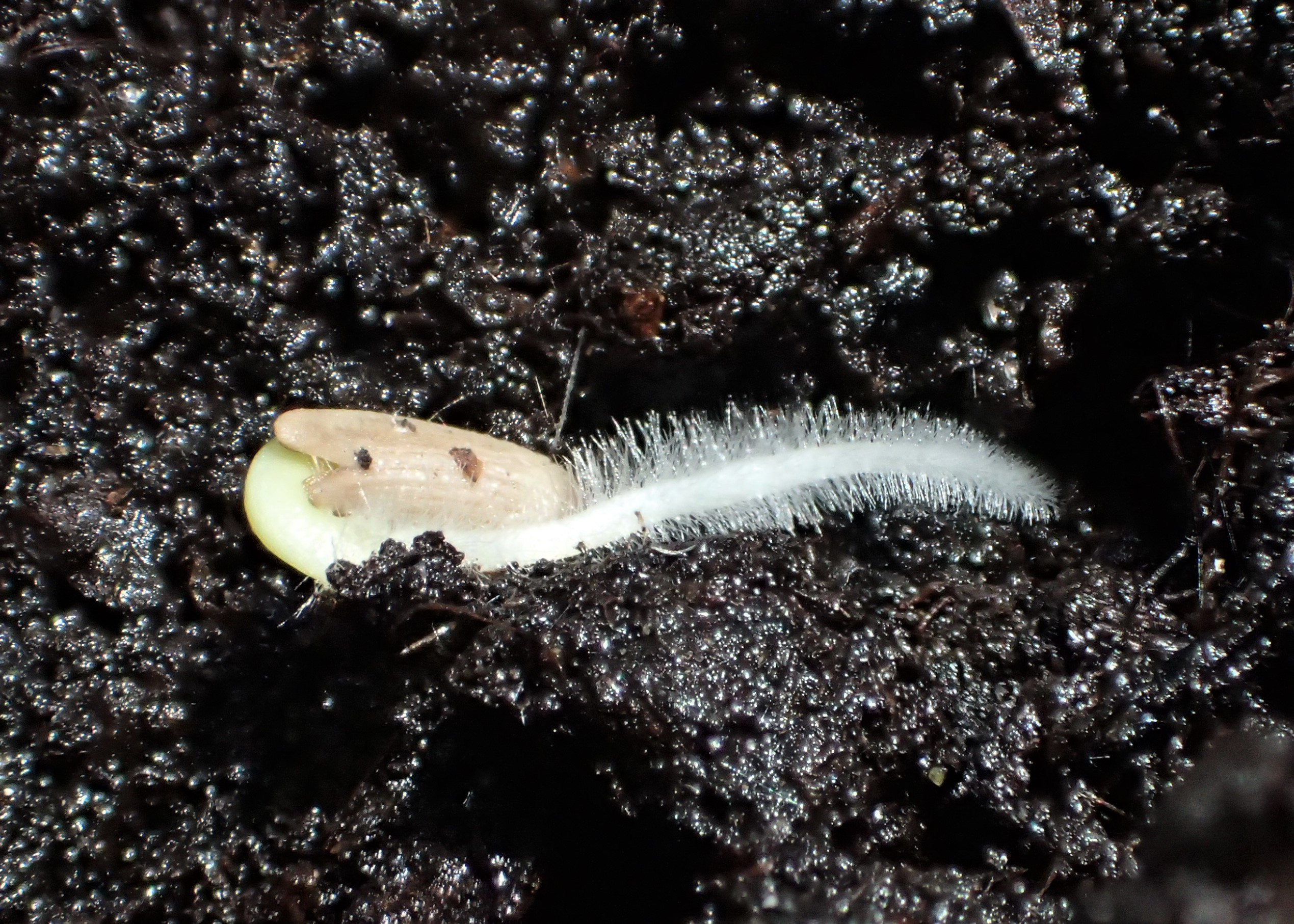
Włośniki pokrywające korzeń pierwotny kiełkującego ostu zwisłego

Wyróżnia się kilka etapów wzrostu włośników: różnicowanie się ryzodermy, powstawanie wypustek, przejście do wzrostu szczytowego i jego kontynuacja. Cały proces zależy od działania dziesiątek genów, spośród których 40 poznano pod względem molekularnym. Biorą w nim także udział, obok elementów budulcowych, liczne enzymy (kinazy i GTPazy) oraz hormony, przede wszystkim etylen i auksyny. Doświadczenia na rzodkiewniku wykazały, że podawanie roślinie typu dzikiego kwasu 1-aminocyklopropano-1-karboksylowego (ACC), związku będącego prekursorem etylenu, prowadzi do wytworzenia włośników w nietypowych miejscach, zaś podanie aminowinyloglicyny (AVG), inhibitora syntezy etylenu, skutkuje powstaniem korzeni pozbawionych włośników. Mutacje powodujące zaburzenie odpowiedzi na auksyny wiążą się z wadami kształtu i długości włośników . Do czynników środowiskowych regulujących powstawanie włośników można zaliczyć stężenie jonów wapnia. Niskie stężenie tych kationów prowadzi do zahamowania procesu formowania się włośników. W ten sam sposób wpływa wysokie stężenie jonów glinu oraz jonów wodorowych w roztworze glebowym. Deficyt żelaza prowadzi do zahamowania wydłużania włośników, jednocześnie następuje zwiększenie ich liczby. Przy stężeniu fosforu w podłożu przekraczającym 100 μM u pomidora i szpinaku nie obserwowano wykształcania włośników lub ich liczba była znikoma. Przy stężeniach fosforu poniżej 10 μM włośniki wykształcały się w wyjątkowo dużych ilościach. Wzrost włośników jest też silnie hamowany przy wysokiej zawartości soli w glebie. Na glebach suchych dochodzi do zahamowania wzrostu korzenia przy jednoczesnej kompensacji powierzchni pobierania poprzez zwiększenie liczby włośników.
Włośniki powstają jako uwypuklenie komórki trichoblastu (zwykle w jej części apikalnej, tj. skierowanej ku wierzchołkowi korzenia). Pierwszym etapem powstawania włośnika jest depolaryzacja mikrotubul korowych. W tworzącą się wypustkę wnikają mikrofilamenty, które ją stabilizują. Do powstającej wypustki przechodzi jądro komórkowe. W miarę wzrostu włośnika jego wnętrze wypełnia się zajmującą coraz większą objętość wakuolą, która spycha jądro komórkowe do przyściennej warstwy cytoplazmy. Jądro w obrębie włośnika często zmienia położenie, przy czym zazwyczaj znajduje się blisko części szczytowej włośnika. Jego protoplast zawiera poza tym m.in. dobrze rozwinięte mitochondria, diktiosomy i plastydy. Włośnik rośnie w swej części szczytowej (dystalnej), gdzie układ mikrofibryli jest nieuporządkowany, ściana jest najcieńsza i najbardziej delikatna. W części nasadowej (proksymalnej) mikrofibryle układają się równolegle, a warstwa pektynianu wapnia dodatkowo usztywnia ścianę komórkową. Materiały do budowy ściany komórkowej dostarczane są do szczytowej części włośnika pęcherzykami (transport pęcherzykowy), które u celu ulegają egzocytozie. Cytoplazma w wypustce włośnika wykonuje odwrócony ruch fontannowy – przemieszcza się ku szczytowi wzdłuż ścian, a po jego osiągnięciu zawracana jest pasmami transwakuolarnymi.
Popularny obraz włośników jako cylindrycznych i prostych wypustek prawdziwy jest tylko w przypadku ich rozwoju w wodzie lub powietrzu. Rozwijając się w środowisku naturalnym, zwykle między cząstkami gleby, przyjmują bardzo zróżnicowane kształty, zachowując przy tym jednak zbliżoną średnicę. Włośniki osiągają zazwyczaj długość od 0,08 do 1,5 mm, rzadko do 8 mm, i średnicę od 15 do 17 μm. Rzadko są rozgałęzione i zwykle są jednokomórkowe, choć zdarzają się włośniki wielokomórkowe, w których zachodzą podziały poprzeczne (np. na korzeniach powietrznych u kalanchoe). Pozbawione są kutykuli – okrywa je śluz powstający w wyniku śluzowacenia zewnętrznej części ściany komórkowej, stwierdzano na nich też substancje lipidowe.
Wypustki tworzą się w miarę różnicowania się budowy korzenia, zwykle w odległości kilku mm od wierzchołka korzenia w strefie różnicowania, znanej też jako strefa włośnikowa i dojrzałości. Cała strefa włośnikowa ma długość od kilku mm do kilku cm. Włośniki wyrastać mogą w wielkim zagęszczeniu na skórce korzenia, np. u kukurydzy jest ich ok. 420 na 1 mm². Czteromiesięczne żyto ma ok. 14 miliardów włośników o łącznej długości przekraczającej 10 tys. km i powierzchni 400 m² (korzenie bez włośników mają łącznie ponad 600 km i powierzchnię blisko 240 m²). 
Ze względu na sukcesywny rozwój włośników od młodszej części korzenia do starszej (rozwój akropetalny) ich długość zwiększa się od wierzchołka korzenia ku górze. Włośniki obumierają zazwyczaj po kilku dniach, jednak zastępowane są sukcesywnie przez kolejne, wyrastające w młodszej części korzenia. Rzadko zdarzają się włośniki trwałe – czasem zdrewniałe i grubościenne. Stwierdzono takie u roślin np. z rodzajów mniszek i glediczja (funkcjonują przez kilka miesięcy zachowując cienkie ściany), dziewięćsił, sadziec i muchołówka.
W miarę starzenia się poszczególnych odcinków korzenia w leżącej pod skórką strefy różnicowania korze pierwotnej powstaje korkowaciejąca egzoderma, zastępująca w starszych odcinkach korzenia komórki skórki z włośnikami. Na tym odcinku także z komórek kory pierwotnej różnicuje się endoderma, oddzielająca w starszych częściach korzenia walec osiowy od kory. Komórki tej warstwy zawierają pasemka Caspary'ego.

## Wzory rozmieszczenia włośników
Rozmieszczenie włośników w strefie włośnikowej uzależnione jest zarówno od czynników środowiskowych, jak i genetycznych. Znane są gatunki roślin, które utraciły zdolność wykształcania włośników, oraz takie, u których włośniki wytwarzane są przez każdą z komórek ryzodermy. Liczba wytwarzanych włośników może też zależeć od ilości wody w podłożu. Pomimo to możliwe jest wyróżnienie trzech głównych typów rozmieszczenia włośników. Wzorzec pierwszy jest wynikiem niesymetrycznych podziałów komórek w strefie merystematycznej. W wyniku podziału powstaje duży atrichoblast oraz mniejszy trichoblast. Taki model rozkładu włośników jest charakterystyczny dla licznych taksonów jednoliściennych i niektórych dwuliściennych. Wzorzec drugi jest powszechny u dwuliściennych oraz często spotykany u jednoliściennych. W tym modelu włośniki wykształcane są przez losowe komórki ryzodermy, a trichoblasty nie różnią się morfologicznie od pozostałych komórek. Liczba komórek przekształcających się w trichoblasty jest silnie uzależniona od czynników środowiska. We wzorcu trzecim włośniki tworzą rzędy rozdzielone atrichoblastami . W tym modelu w trichoblasty przekształcają się wyłącznie komórki ryzodermy kontaktujące się z dwiema komórkami kory pierwotnej. Pozostałe komórki, kontaktujące się z tylko jedną komórką kory, nie są w stanie wytworzyć włośników . Ten model tworzenia włośników rozwinął się u wielu taksonów w wyniku ewolucji niezależnie .

## Funkcje
Włośniki służą przede wszystkim do pobierania przez rośliny wody i soli mineralnych z roztworu glebowego. W zależności od gatunku i warunków środowiska przez włośniki pobieranych może być od zera do około 80% składników pokarmowych . Rosnąc ściśle przywierają do cząstek gleby otoczonych warstewką wody, dzięki czemu korzystać mogą także z wody kapilarnej. By pokonać opór (zależny od siły adsorpcyjnej gleby, siły pęcznienia jej cząstek oraz wartości osmotycznej gleby), komórki włośnikowe różnych roślin na różnych siedliskach wytwarzają różne ciśnienie osmotyczne, wynoszące od kilku atmosfer (np. u pelargonii czy fasoli) do ponad 20 u roślin solniskowych i ponad 100 u roślin pustynnych. Pobieranie jonów z roztworu glebowego odbywa się za na zasadzie transportu aktywnego, do którego wymagany jest gradient pH w poprzek błony komórkowej. Za powstanie gradientu odpowiada H+–ATPaza licznie występująca we włośnikach. Enzym ten jest odpowiedzialny za konsumpcję 25-50% ATP w komórkach wykształcających włośniki. Włośniki są bardziej efektywne w stosunku do innych komórek korzenia w pobieraniu fosforu z gleby – odpowiadają za pobranie ponad 90% jonów fosforanowych. Włośniki są także odpowiedzialne za dostarczanie większości pobieranych związków azotu . Pobrana woda wraz z zawartymi jonami transportowana jest we włośnikach symplastowo. Trichoblasty mają większą liczbę plazmodesm niż inne komórki ryzodermy. 
Wysuwana jest także hipoteza, że włośniki nielicznie występujące u hydrofitów, uczestniczą w przypadku tych roślin w pobieraniu tlenu.
Specyficzną funkcję pełnią pierwsze włośniki pojawiające się u siewek. Rozwijają się one często jako długie i odporne na wysychanie wypustki, tworzące gęsty kołnierz u nasady korzenia pierwotnego. Pełnią one głównie funkcję stabilizującą siewkę w glebie, czasem pokryte są też substancją hydrofobową, co wyklucza korzystanie z roztworu glebowego.
We włośnikach następuje synteza i wydzielanie substancji fitotoksycznych (alleloherbicydów).

### Interakcje z mikroorganizmami glebowymi

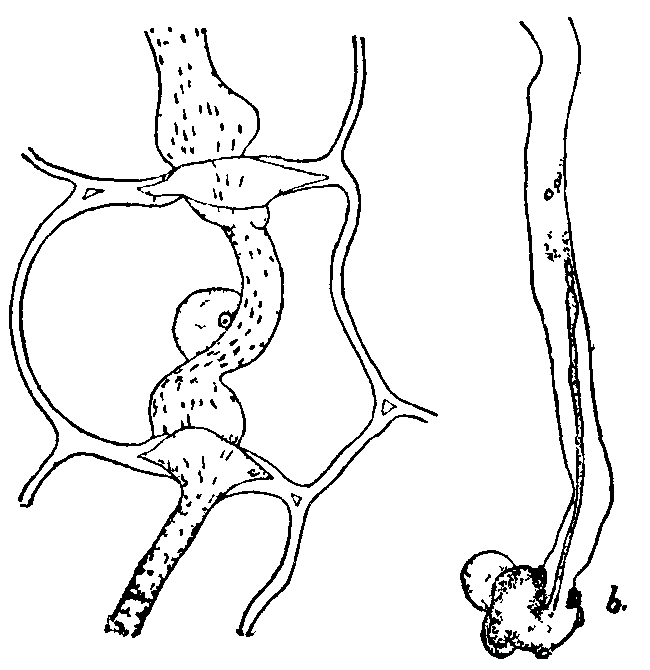
Po prawej włośnik grochu z grudką gleby i masą bakterii na końcu oraz z wrastającą nitką zakażającą

Włośniki są wyspecjalizowane w tworzeniu symbiotycznych związków roślin z bakteriami brodawkowymi. Rośliny tworzące brodawki korzeniowe są w stanie rozpoznać sygnał chemiczny (Nod) od poszczególnych gatunków bakterii i dobierają optymalnego partnera . Sygnał ten, w postaci lipochitooligocukrów (LCO), wydzielany jest przez bakterie i dyfunduje do wody lub znajduje się na powierzchni bakterii. Już stężenie wynoszące 10-12 mol/dm3 powoduje reakcję włośnika. W tworzeniu interakcji towarzyszą też lektyny zawarte w ścianie włośnika. Po nawiązaniu przez włośnik kontaktu z bakteriami Rhizobium jego szczyt zgina się, a w zgięciu tworzy się rurkowate wpuklenie, w którym namnażają się bakterie. Rurka ta, zwana nitką zakażającą, wnika w głąb włośnika. Jej średnica stanowi mniej niż 0,1 przekroju włośnika, ale ściany nitki budowane są z tych samych składników co jego ściany. Rurka wprowadza szeregowo ułożone w niej bakterie do blaszki środkowej po wewnętrznej stronie komórki włośnikowej. Tam powstaje merystem brodawki. U niektórych gatunków w tworzeniu brodawek korzeniowych włośniki nie uczestniczą – bakterie wnikają między komórkami skórki korzenia. U innych (np. u olszy żyjącej w symbiozie z promieniowcami z rodzaju Frankia) nitka zakażająca wnikająca do włośnika otoczona jest tylko błoną komórkową, a nie ścianą. 
Brak warstwy kutykuli na włośnikach powoduje, że stanowią one drogę infekowania roślin przez niektóre grzyby (np. przedstawicieli rodzajów Fusarium i Verticillium) czy protisty grzybopodobne, np. Plasmodiophora brassicae wywołującą kiłę kapuścianą. Z encystowanej pływki P. brassicae, która znalazła się w bezpośrednim sąsiedztwie włośnika, przez otwór wydostaje się przecistka, która przykleja się do ściany komórki roślinnej. Z przecistki wyrzucany jest sztylecik przebijający ścianę, po czym do komórki włośnika przechodzi protoplast protista. Roślina w reakcji obronnej tworzy wewnątrz komórki włośnika brodawkę. Wnikanie protistów i grzybów, a także bakterii, do korzeni roślin ułatwiają nicienie glebowe powodujące uszkodzenia mechaniczne włośników i za pomocą enzymów hydrolitycznych tworzące w tkankach roślin odpowiednie warunki do rozwoju infekcji.

## Przegląd systematyczny

### Paprotniki
Wszystkie komórki młodej skórki korzeni sporofitów są zdolne do wytwarzania włośników i występują one powszechnie i licznie. U poryblinów, widliczek, widłaków i skrzypów, a spośród paproci u szparnicowatych trichoblasty są wyraźnie mniejsze od komórek nie wytwarzających wypustek (atrichoblastów).

### Nagonasienne
U sagowcowych włośniki są nieliczne (ryzoderma jest zgrubiała, grubościenna). Brak włośników u przedstawicieli rodzin araukariowatych i cyprysowatych. U sosnowatych włośniki rozwijają się jako wyrostki z drugiej lub trzeciej warstwy komórek, licząc od powierzchni korzenia, i jest ich niewiele – w zasadzie występują tylko na korzeniach długich. Brak ich na korzeniach współżyjących z grzybami. Ścianki włośników z wiekiem ciemnieją i grubieją (następuje tzw. metadermizacja), chociaż na ogół nie drewnieją (proces ten następuje jednak u cisowatych, gdzie u roślin z rodzaju torreja ściany włośników są w efekcie wyraźnie zgrubiałe).

### Okrytonasienne
Zwykle wszystkie komórki młodej skórki są zdolne do wytwarzania włośników. Trichoblasty są znacznie mniejsze od atrichoblastów u jednoliściennych i grzybieniowatych. W rodzinie kapustowatych włośniki wyrastają z rzędów komórek skórki korzenia odstających od głębiej leżących warstw kory pierwotnej i rozdzielonych jedną lub dwiema kolumnami atrichoblastów. Ten sam wzór rozmieszczenia włośników został stwierdzony u następujących rodzin: kaparowate, rezedowate, goździkowate, portulakowate, pryszczyrnicowate, wierzbowate, wilczomleczowate, ogórecznikowate, faceliowate i akantowate . U kaktusowatych włośniki są trwałe. U arekowatych (palm) ściana komórek włośnikowych jest silnie zlignifikowana i gruba. Wyjątkowo u roślin z rodziny komelinowatych włośniki mogą być wytwarzane przez komórki kory pierwotnej .

## Metody badań i obserwacji
W celu uzyskania materiału do badań nad włośnikami optymalne jest uzyskanie korzeni rozwijających się w wilgotnym powietrzu, dobre wyniki daje też ich hodowla w bibule, piasku i kulturach wodnych. Ze względu na ścisłe zespolenie włośników z rośliną nie ma też strat przy wypłukiwaniu korzeni z gleby (bez skrobania). Barwienie w celu wyróżnienia włośników żywych i martwych wykonuje się z użyciem błękitu metylenowego lub czerwieni metylowej. Po kilku minutach włośniki żywe się zabarwiają, martwe są odbarwione. Tradycyjnie badania nad włośnikami prowadzone były głównie w odniesieniu do traw i drzew. Współcześnie do badań nad molekularnymi i genetycznymi mechanizmami rozwoju włośników używa się rośliny modelowej – rzodkiewnika pospolitego. Ze względu na łatwość obserwacji wzrostu włośników wykorzystywane są jako komórki modelowe podczas badań procesów różnicowania się i wzrostu komórek. 
Na schematach i w tekstach specjalistycznych standardowym oznaczeniem używanym w odniesieniu do włośników jest RH (ang. root hair).